# Caenagnathus
Il cenagnato (gen. Caenagnathus) è un dinosauro appartenente agli oviraptorosauri, di identità dubbia. Visse nel Cretaceo superiore (Campaniano, circa 75 milioni di anni fa) e i suoi resti sono stati ritrovati in Nordamerica (Alberta). Per lungo tempo venne ritenuto un uccello.

## Classificazione
Questo dinosauro è stato descritto per la prima volta da R. Sternberg nel 1940, sulla base di una mandibola fossile priva di denti, caratterizzata dalla parte terminale (sinfisi) fusa insieme. Lo studioso originariamente attribuì il fossile (Caenagnathus collinsi) a un uccello cretaceo che assomigliava alle forme moderne del Cenozoico (da qui il nome Caenagnathus, che significa "mascella recente", in relazione a Cenozoico, "vita recente"). Secondo Sternberg, la presenza di una sinfisi fusa e la mancanza di denti contrapponeva Caenagnathus agli altri uccelli del Cretaceo allora noti, come Hesperornis e Ichthyornis, dotati di denti e di una sinfisi non fusa. La descrizione di un'altra mandibola attribuita a una nuova specie dello stesso genere (C. sternbergi), avvenuta nel 1971, non chiarì la situazione: Cracraft, l'autore della descrizione, ipotizzò l'esistenza di un ordine di uccelli cretacei dalle caratteristiche convergenti con i terapsidi dicinodonti. Solo studi seguenti, con l'analisi di reperti di un dinosauro noto come Chirostenotes, chiarì che in realtà queste mandibole fossili erano da attribuire a un misterioso dinosauro teropode, dal becco privo di denti come quello degli uccelli, imparentato con il più famoso Oviraptor. 
Per molti anni Caenagnathus è stato ritenuto assai simile, se non identico, con un altro oviraptorosauro nordamericano, Chirostenotes; in realtà è probabile che Caenagnathus rappresentasse un membro più primitivo del gruppo, benché pressoché sconosciuto. Dal raffronto con le forme più note, probabilmente Caenagnathus era uno snello bipede dalle lunghe zampe posteriori e dagli arti anteriori dotati di lunghe dita, con un cranio dal becco privo di denti e dotato di una cresta.